# Ангелов, Димитр (писатель)
Димитр Стоянов Ангелов (болг. Димитър Стоянов Ангелов) (27 сентября 1904, Блатешница, Болгария — 27 декабря 1977, София, Болгария) — болгарский учитель и писатель.

## Биография
В 1925 году получил степень по философии и педагогики Софийского университета.
Работал школьным инспектором в Старе-Загоре (1932—1934) и Неврокопе (ныне Гоце-Делчев) (1934—1935). Преподаватель этики, логики и психологии в средней школе царя Бориса III (Ловеч), Севлиеве и Старе-Загоре (1937—1943). В 1943 году он был судим по Закону о защите государства.
Региональный школьный инспектор в Старе-Загоре (1944—1946), сотрудник Радио София (1946—1947), директор Второй Софийской средней школы (1947—1949).
С 1949 года он был сценаристом болгарского кинематографа. Редактор издательства «Народная культура» и газеты «Кооперативный посельок». Член Союза болгарских писателей. Являлся автором нескольких книг, в том числе фантастической дилогии «Когда человека не было» и «Смелый Чунг».
Его единственный исторический роман относится к периоду 1941—1944 годов — «Не на жизнь а на смерть».